# Мадурцы

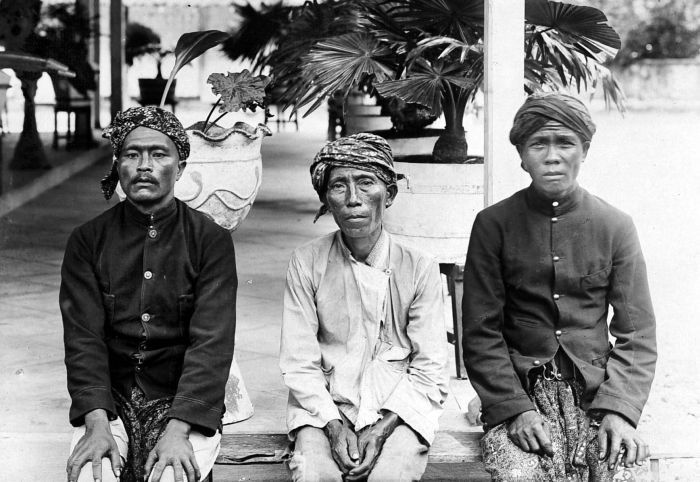
Мадурцы в национальной одежде. Фотография первой половины XX века

Маду́рцы (мад. Suku Madhurâ, индон. Suku Madura) — народ в Индонезии, основное население острова Мадура. Значительное количество проживает в других регионах страны, прежде всего на востоке острова Ява. Общая численность — более 7 млн человек.
Родным языком является австронезийский мадурский язык, в котором выделяется несколько диалектов. Абсолютное большинство мадурцев исповедует ислам суннитского толка и пользуется репутацией весьма ревностных верующих.
Исторически основные отрасли хозяйства — скотоводство и добыча соли. В Индонезии широкой известностью пользуется такая национальная традиция мадурцев, как гонки на бычьих упряжках, а также сохраняющийся среди них обычай жестокой мести за оскорбления — чарок.

## Численность и расселение
Официальные и академические данные о численности мадурцев существенно разнятся. В ходе общенациональной переписи населения, проведённой в Индонезии в 2010 году, к этой народности себя отнесло 7 179 356 человек, то есть 3,03 % населения страны. В свою очередь, некоторые научные источники оперируют значительно бо́льшими цифрами — порядка 10,5—10,8 миллиона. В любом случае мадурцы относятся к числу наиболее крупных народов Индонезии — так, по результатам переписи 2010 года они занимают по численности четвёртое место после яванцев, сундов и батаков.
Исторически мадурцы населяют остров Мадура и находящуюся к востоку от него группу более мелких островов Яванского моря (Камбинг, Сапуди, архипелаг Кангеан и др.): здесь их численность составляет около 3,3 млн человек — более 90 % населения этих территорий. Примерно такое же количество мадурцев проживает на востоке острова Ява, и ещё более 400 тыс. человек — в различных районах индонезийской части острова Калимантан. Кроме того, десятки тысяч представителей этой народности живут в других регионах Индонезии: в частности, значительные общины мадурцев имеются в столице страны Джакарте (около 80 тыс. человек), на Бали (около 30 тыс. человек) и в провинции Банка-Белитунг (более 15 тыс. человек). Имеются также небольшие мадурские общины в сопредельных с Индонезией странах Юго-Восточной Азии, в частности в Сингапуре.

## Язык

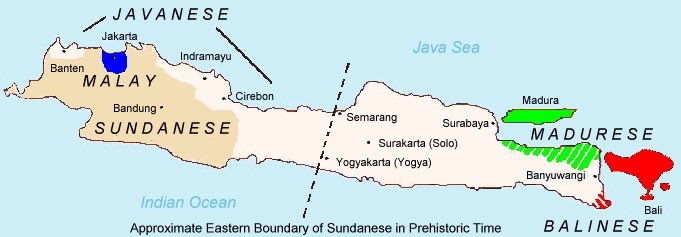
Ареал мадурского языка на Мадуре и Яве отмечен зелёным

Мадурцы говорят на мадурском языке, входящем в западнозондскую зону австронезийских языков. В его рамках выделяется несколько диалектов, причём ранее специалисты говорили о двух или четырёх, а сейчас превалирует мнение о шести диалектах. Наиболее развитым в лексическом плане считается суменепский диалект, который лежит в основе литературного мадурского языка, тогда как в социально-экономической жизни наиболее распространён и значим банкаланский диалект.
В некоторых местностях Восточной Явы со значительным мадурским населением формируется своеобразное смешанное мадурско-яванское наречие. Помимо родного языка, большинство мадурцев свободно владеет государственным языком Индонезии — индонезийским, часть живущих на Яве владеет также яванским.

## Религия
По вероисповеданию абсолютное большинство мадурцев — мусульмане-сунниты. Христиане (в основном протестанты) составляют не более 0,11 % народности, доля же исповедующих другие религии ещё меньше. В отличие от значительной части своих индонезийских единоверцев, мадурцы пользуются репутацией весьма ревностных приверженцев ислама. Важную роль в их духовной и общественной жизни играют мусульманские богословы. Значительная часть мадурцев проходит обучение в традиционных религиозных школах — песантре́нах.

## Социально-экономический уклад

### Основные занятия

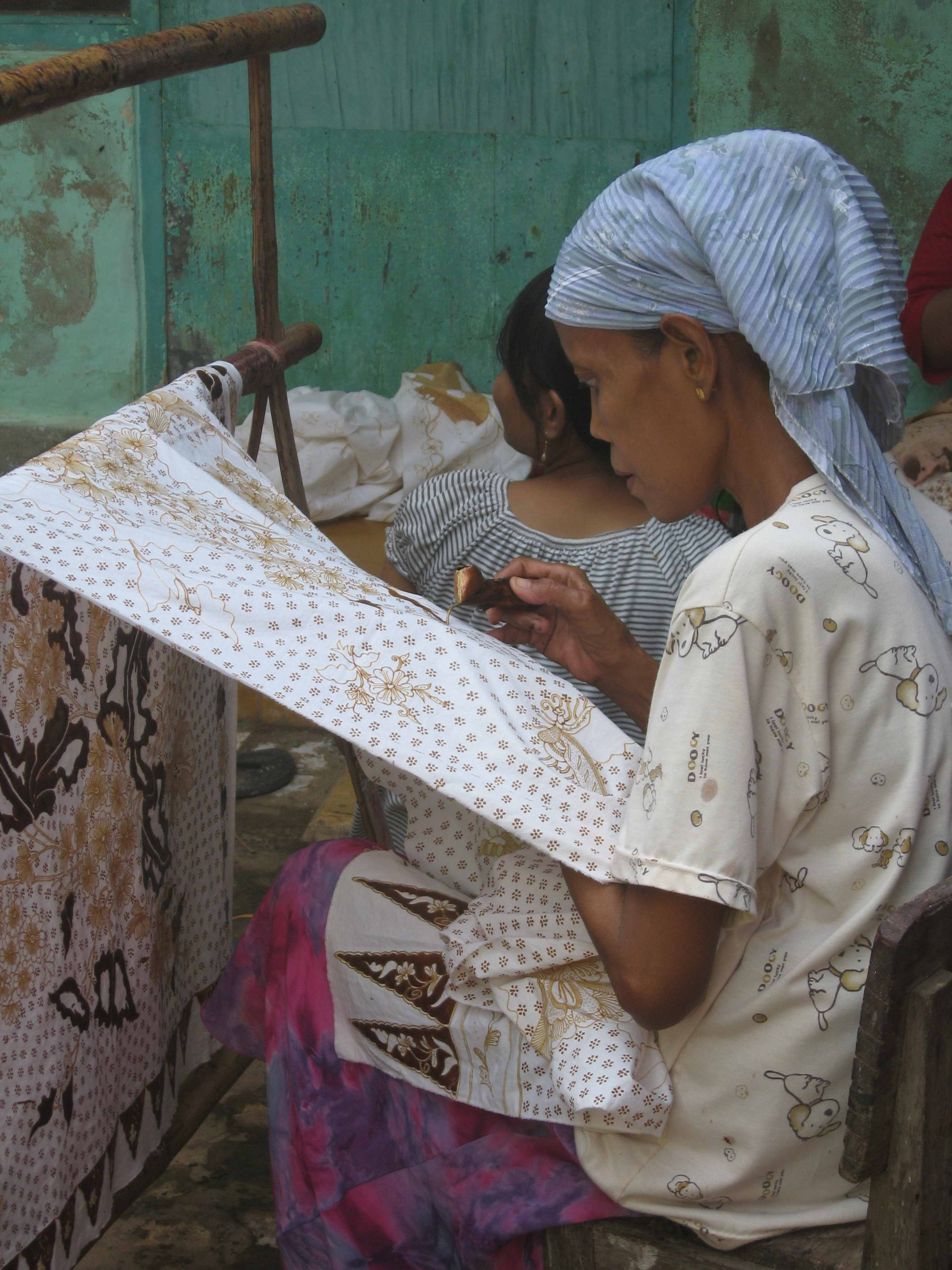
Мадурка за выделкой батика

Главное традиционное занятие мадурцев — животноводство. Они разводят главным образом крупный рогатый скот: на Мадуре и нескольких близлежащих островах выведена особая местная порода скота на основе гибридизации бантенга и зебу. Также выращиваются козы, лошади и птица, в том числе бойцовые породы кур.
Исторически важной отраслью хозяйства на Мадуре является добыча соли. Земледелие у мадурцев Мадуры в силу низкой плодородности местных почв развито весьма слабо, в то время как у яванских мадурцев оно практикуется более широко. Основные сельскохозяйственные культуры — кукуруза, маниок, рис, табак, кофе, бобовые, гвоздика. Среди ремёсел традиционно наибольшее значение имеют выделка кож, гончарное производство, изготовление батика, кузнечное дело, изготовление лодок и небольших судов. Мадурцы, проживающие в прибрежных районах, активно занимаются рыболовством и торговлей. Жители крупных городов, в частности восточнояванской Сурабаи, активно вовлечены в современные отрасли экономики.

### Жилища
Традиционные поселения мадурцев имеют разбросанную, реже — линейную планировку, подчинённую направлениям дорог. В большинстве деревень имеются загоны для скота. Дома строятся из бамбука, часто устанавливаются на невысоких сваях. Имеют каркасную конструкцию, обычно дополняемую верандой. Крыши кроются пальмовыми листьями или тростником, с последней трети XX века всё большее распространение получает черепица.

### Миграции по стране
Низкая урожайность почв на Мадуре издавна служила причиной массового выезда местного населения за пределы острова, в том числе в рамках масштабных трансмиграционных программ, осуществлявшихся как нидерландской колониальной администрацией, так и властями независимой Индонезии. В результате к концу XX века более половины этнических мадурцев оказалось расселено за пределами исторического ареала проживания народности — главным образом в восточной части Явы и на Калимантане.
На территории Явы мадурцы проживают уже несколько столетий, образуя в некоторых северо-восточных районах острова этническое большинство либо, по меньшей мере, значимую долю населения. При этом они, как правило, благополучно уживаются с яванцами, близкими им по языку, культуре и жизненному укладу. Широко распространены смешанные явано-мадурские браки. Более того, в отдельных местностях Восточной Явы сложились значительные общины потомков таких браков — пендалу́нганов (индон. pendalungan), которые отличаются своеобразными культурными традициями, в разной степени сочетающими мадурские и яванские элементы.
Иная ситуация зачастую складывается в провинциях Западный Калимантан и Центральный Калимантан, куда мадурцы переселялись в рамках трансмиграций в 1900-е и 1950—1990-е годы. Туземное население, прежде всего даяки, достаточно настороженно относится к пришельцам, усматривая в них угрозу для своей традиционной жизнедеятельности. Взаимному недоверию способствуют этнокультурные и религиозные различия (большинство даяков — христиане либо анимисты). На рубеже XX и XXI веков частые бытовые конфликты и имущественные споры между мадурцами и даяками в различных местностях индонезийского Калимантана вылились в серию масштабных вооружённых столкновений, унёсших, по разным оценкам, от нескольких сотен до нескольких тысяч жизней. Десятки тысяч мадурцев были вынуждены перебраться с Калимантана на Мадуру и Яву. К середине первого десятилетия XXI века обстановка в целом стабилизировалась, что дало возможность для возвращения большей части мадурских беженцев на Калимантан.

## Культура и национальные традиции

### Народное творчество, костюм, кухня

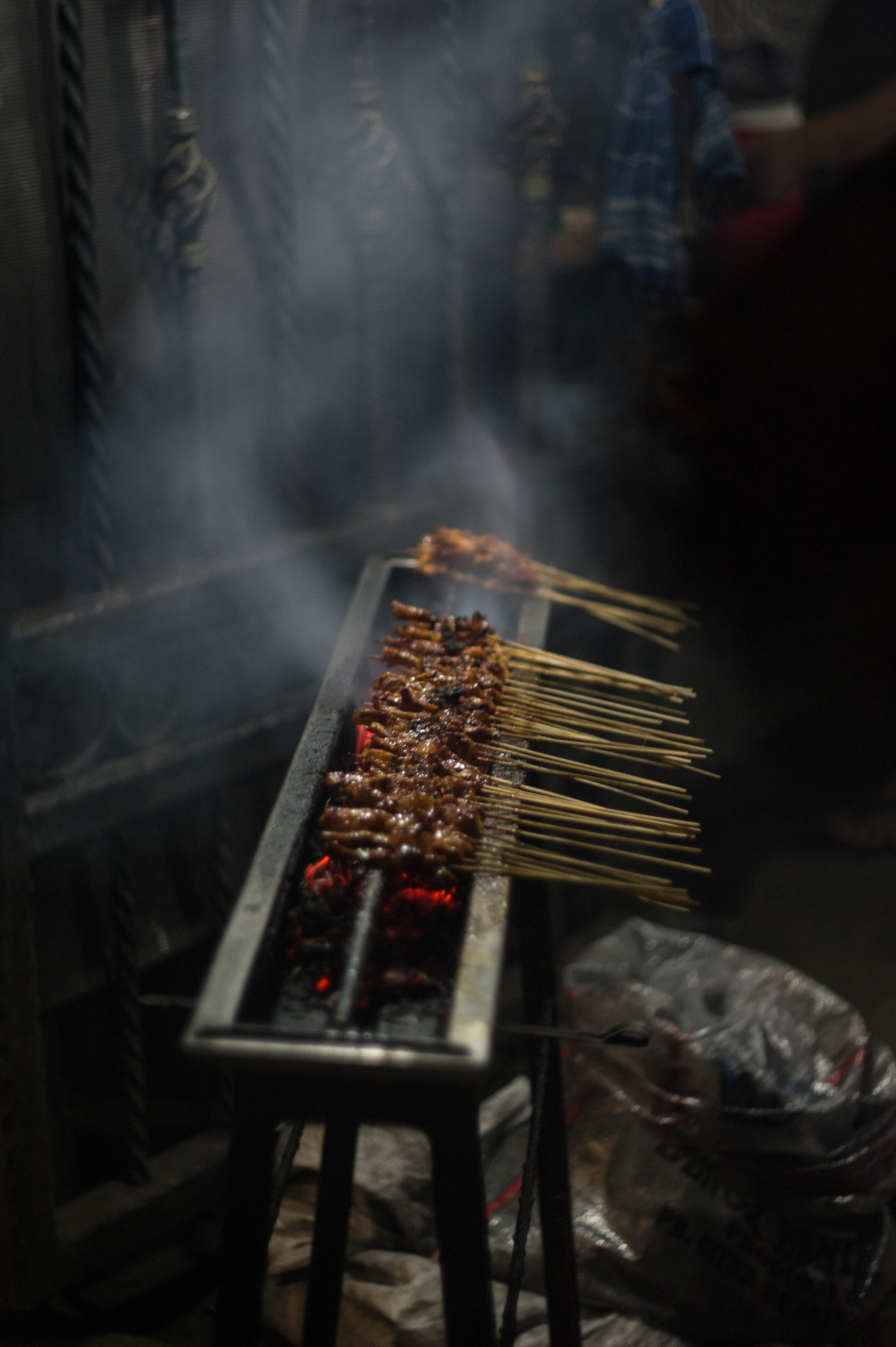
Сате по-мадурски отличается особым сладко-острым маринадом

В культурном плане мадурцы достаточно близки восточным яванцам — имеют сходные с ними формы устного народного творчества, музыки (в частности гамелан), танцев, театра теней ваянг. В то же время национальный костюм мадурцев весьма специфичен, особенно у мужчин — совершенно чёрный длиннополый кафтан с широким поясом, под который чаще всего поддевается рубаха в широкую красно-белую полосу и клетчатый саронг, типичный и для других народов Индонезии. Женский наряд — тёмно-синяя или пёстрая кофта в сочетании с саронгом.
Для национальной кухни мадурцев характерна довольно большая роль мяса, из которого прежде всего готовятся миниатюрные шашлычки сате в особом сладковатом маринаде и густые острые супы, пользующиеся широкой популярностью во многих регионах Индонезии. Кроме того, для мадурских кулинарных традиций характерно активное использование кукурузы и в целом бо́льшая солёность блюд в сравнении с другими региональными кухнями страны.

### Гонки на быках и коровьи конкурсы красоты
В культуре мадурцев весьма заметно отразилась особая роль скотоводства в их хозяйственном укладе. Уникальной традицией островитян уже не менее пяти столетий являются гонки на бычьих упряжках, в ходе которых самцы местной породы крупного рогатого скота запрягаются попарно в специальные лёгкие повозки-волокуши, управляемые возницами — как правило, юношами или подростками. Заезды организуются последовательно на деревенском, районном, окружном и общемадурском уровнях ежегодно в августе — октябре. Гонки обычно сопровождаются выступлениями гамеланов и народными гуляниями и являются своего рода «визитной карточкой» Мадуры, её главной туристической достопримечательностью.
К концу 1980-х годов популярность мадурских бычьих гонок выросла настолько, что победителю финальных соревнований стал вручаться переходящий приз от имени президента Индонезии. Кроме того, сцена гонок изображалась на реверсе монеты достоинством 100 индонезийских рупий, выпускавшейся в 1991—1998 годах.
Другим обычаем, связанным с мадурской породой скота, являются конкурсы красоты среди коров — сапи-сонок. Их также проходят в несколько последовательных этапов в соответствии с административным делением острова, а финальный тур обычно проводится накануне финала бычьих гонок. Коров, отобранных для конкурсов, освобождают от сельскохозяйственных работ, им обеспечивается весьма тщательный уход. На смотрах животные выступают в парных упряжках, обвешанные украшениями под аккомпанемент оркестра. Несмотря на то, что практика сапи-сонока возникла достаточно недавно — в 1960-е годы, этот обычай уже получил широкую известность за пределами Мадуры и привлекает немалое число индонезийских и зарубежных туристов.

### Чарок
Непростые социально-экономические условия жизни мадурцев наложили заметный отпечаток на их национальный характер. Им часто свойственны трудолюбие, упорство, храбрость, прямота и в то же время резкость, обидчивость, крайняя бережливость, замкнутость и недоверие к чужим, особенно заметные на фоне добродушия и общительности их соседей — яванцев.
В сельских районах Мадуры до сих пор не изжита древняя традиция убийства в качестве мести за оскорбление или решения бытового конфликта, называемая здесь чаро́к (мад. carok, буквально — «бой чести»). Так, в 1990-е годы в каждом из четырёх округов Мадуры правоохранительными органами ежегодно регистрировалось несколько десятков случаев чарока. Поводом для чарока, согласно местной криминальной статистике, чаще всего становятся приставание к женщине или имущественный спор, однако случается, что на столь жестокую месть мадурца подвигает недостаточно вежливое обращение в общественном месте.
Орудием мщения по традиции служит челурит — мадурский серп, который является наиболее распространённым крестьянским орудием. В подобных случаях мститель обычно заблаговременно готовит челурит к делу, произнося над ним особые заклинания. Иногда в «бою чести» принимают участие по несколько человек с каждой стороны — родственники и друзья обиженного и обидчика. Подобные массовые побоища неоднократно имели место на Мадуре уже в XXI веке. Наиболее кровопролитный чарок произошёл 13 июля 2006 года в деревне Буджур-Тенгах (индон. Bujur Tengah) на севере острова: в поножовщине погибли семь и были тяжело ранены по крайней мере девять человек.